# Ambróz Lazík
Ambróz Lazík (Trstín, 7 dicembre 1897 – Trnava, 20 aprile 1969) è stato un vescovo cattolico slovacco.

## Biografia
Ambróz Lazík nacque a Trstín il 7 dicembre 1897 ed era il secondo figlio di Jozef Lazík e Mária Hrabovcová. Il giorno dopo la sua nascita fu battezzato dal parroco di Trstín, don Martin Kollár.

### Formazione e ministero sacerdotale
Si diplomò al seminario minore di Trnava e dal 1917 al 1919 compì il servizio militare di base nell'Esercito austro-ungarico durante il quale venne catturato sul fronte orientale. Al termine della guerra riprese gli studi di teologia a Nitra.
Il 29 giugno 1922 fu ordinato presbitero nella cattedrale di Sant'Emmerano a Nitra. In seguito fu vicario parrocchiale a Dvory nad Žitavou e Nové Zámky fino al 1925, quando venne nominato archivista e cancelliere vescovile nella curia dell'amministrazione apostolica di Trnava.
Come stretto collaboratore del vescovo Pavol Jantausch, contribuì in modo significativo alla risoluzione dei problemi causati dalla separazione dell'amministrazione apostolica di Trnava dall'arcidiocesi di Esztergom, avvenuta il 29 maggio 1922. Nel 1933 conseguì il dottorato in teologia e dal 1936 al 1940 ebbe l'incarico di vicario generale dell'arcidiocesi di Trnava. Nel 1938 fu nominato protonotario apostolico, canonico del capitolo della cattedrale di Bratislava e rettore del seminario di Bratislava. Nel 1940 fu sollevato dall'incarico di vicario generale e rimase rettore del seminario fino al 1942, quando divenne parroco di una parrocchia di Trnava e canonico del capitolo locale. Come parroco, curò la rivista parrocchiale Trnavská rodina, nella quale pubblicò numerosi articoli sulle festività mariane.
Nel 1945, dopo la fine della seconda guerra mondiale, ricevette nuovamente l'incarico di vicario generale. Il 29 giugno 1947 morì l'amministratore apostolico Pavol Jantausch. L'8 luglio Lazík fu chiamato a succedergli. Inizialmente senza carattere episcopale.

### Ministero episcopale
Il 25 luglio 1949 papa Pio XII lo nominò vescovo titolare di Appia. Ricevette l'ordinazione episcopale il 14 agosto successivo dall'arcivescovo metropolita di Olomouc Josef Karel Matocha, co-consacranti il vescovo di Spiš Ján Vojtassák e l'eparca di Prešov Pavol Peter Gojdič. Come motto scelse l'espressione "Ave crux".
Dopo l'avvento del regime comunista fu costantemente sotto sorveglianza da parte della polizia segreta e dal 1950 al 1951 fu trattenuto agli arresti domiciliari nella sua residenza vescovile.
Nel 1960, con una straordinaria lettera pastorale, invitò i sacerdoti a organizzare l'insegnamento della religione nelle chiese. Insieme ad altri due vescovi slovacchi, Eduard Nécsey e Róbert Pobožný, partecipò al Concilio Vaticano II. Guidò la delegazione che rappresentava la Cecoslovacchia al 38º Congresso eucaristico internazionale svoltosi a Mumbai dal 28 novembre all'8 dicembre 1964. Nel 1965 divenne presidente della neonata commissione liturgica nazionale che aveva il compito di attuare le riforma liturgica. Fu anche presidente della sottocommissione slovacca. La sottocommissione ceca era guidata invece da monsignor František Tomášek. In questo modo diede un contributo importante all'attuazione della riforma in Slovacchia che ebbe luogo dopo diversi anni di preparativi nel 1969.
Quando nel gennaio del 1968 Alexander Dubček fu eletto primo segretario del comitato centrale del Partito Comunista di Cecoslovacchia, si prevedeva un certo allentamento delle condizioni di sorveglianza nei confronti di monsignor Lazík. Questi dapprima attese, sebbene fosse stato invitato dai fedeli ad agire. La situazione cambiò in una certa misura a marzo quando poté commentare liberamente e senza censure la sua situazione. La censura di regime venne formalmente revocata solo nel mese di giugno. Egli chiese solo in parte la rimozione dei cosiddetti "sacerdoti della pace" (quelli non ostili al regime comunista) da posizioni importanti e di sostenere attivamente il ministero dei sacerdoti ancora perseguitati dal regime comunista, poiché era dell'opinione che la Chiesa si sarebbe dovuta rinnovare e ricercare vendetta. L'attività di sacerdoti come Vladimír Jukl, Silvester Krčmérye e altri che chiesero la rimozione di tutti i sacerdoti che avevano cooperato in qualsiasi modo con il regime comunista avrebbero potuto, secondo lui, mettere a repentaglio i rapporti tra Stato e Chiesa. Per questo suo atteggiamento fu criticato da alcuni sacerdoti e laici e c'erano voci che chiedevano le sue dimissioni.
A metà aprile del 1968, insieme al vescovo Eduard Nécsey, incontrò un gruppo di funzionari statali guidati dal vice primo ministro Gustáv Husák. I vescovi espressero la volontà di risolvere i problemi concretizzati dal vescovo Nécsey: abolire l'approvazione statale per le attività religiose, ripristinare i poteri dei vescovi, permettere il ritorno dei sacerdoti che erano ai lavori forzati per la loro vocazione pastorale e ripristinare le attività degli ordini religiosi e della Chiesa greco-cattolica. Poco dopo Lazík partì per Roma, dove godette di grande interesse mediatico. All'inaugurazione di un'assemblea svoltasi tra il 13 e 14 maggio 1968 a Velehrad alla quale, oltre a Lazík, parteciparono altri quindici vescovi, divenne il vicepresidente del comitato nazionale dell'assemblea e allo stesso tempo divenne il leader della parte slovacca di questo movimento.
Dopo l'invasione delle truppe del Patto di Varsavia e la fine della Primavera di Praga, monsignor Lazík prese parte alle celebrazioni che si tennero a Roma nel febbraio del 1969 in occasione del 1100º anniversario della morte di San Cirillo.
Morì a Trnava il 20 aprile 1969 all'età di 71 anni. È sepolto nella sua città natale.

## Genealogia episcopale
La genealogia episcopale è:
- Cardinale Scipione Rebiba
- Cardinale Giulio Antonio Santori
- Cardinale Girolamo Bernerio, O.P.
- Arcivescovo Galeazzo Sanvitale
- Cardinale Ludovico Ludovisi
- Cardinale Luigi Caetani
- Cardinale Ulderico Carpegna
- Cardinale Paluzzo Paluzzi Altieri degli Albertoni
- Papa Benedetto XIII
- Papa Benedetto XIV
- Papa Clemente XIII
- Cardinale Marcantonio Colonna
- Cardinale Giacinto Sigismondo Gerdil, B.
- Cardinale Giulio Maria della Somaglia
- Cardinale Carlo Odescalchi, S.I.
- Cardinale Costantino Patrizi Naro
- Cardinale Lucido Maria Parocchi
- Papa Pio X
- Papa Benedetto XV
- Papa Pio XII
- Arcivescovo Saverio Ritter
- Cardinale Josef Beran
- Arcivescovo Josef Karel Matocha
- Vescovo Ambróz Lazík